# Лонгстафф, Мэтти
Мэттью Бен Лонгстафф (англ. Matthew Ben Longstaff; родился 21 марта 2000), также известный как Мэтти Лонгстафф (англ. Matty Longstaff) — английский футболист, полузащитник клуба «Торонто».

## Клубная карьера
Мэтти дебютировал в основном составе «Ньюкасл Юнайтед» 28 августа 2019 года в матче Кубка Английской футбольной лиги против «Лестер Сити». 6 октября 2019 года дебютировал в Премьер-лиге, забив победный гол в ворота «Манчестер Юнайтед». Этот гол был позже признан голом месяца Премьер-лиги. После истечения срока контракта в конце сезона 2019/20 Лонгстафф подписал новый двухлетний контракт с «Ньюкасл Юнайтед» 22 августа 2020 года.
27 августа 2021 года Лонгстафф отправился в аренду в клуб Шотландского Премьершипа «Абердин» на сезон. 26 декабря 2021 года Лонгстафф был досрочно отозван «Ньюкаслом», сыграв за «Абердин» всего пять раз.
31 января 2022 года Лонгстафф отправился в аренду в клуб Лиги два Английской футбольной лиги «Мансфилд Таун» на оставшуюся часть сезона.
1 сентября 2022 года Лонгстафф отправился в аренду в клуб Лиги два Английской футбольной лиги «Колчестер Юнайтед» до января 2023 года. Он вернулся в «Ньюкасл» 1 января 2023 года после травмы колена.
Объявив список игроков на сезон 2023/24, «Ньюкасл Юнайтед» отпустил Лонгстаффа по истечении срока его действующего контракта. Однако клуб продолжил оплачивать лечение его травмы передней крестообразной связки колена, которую Лонгстафф получил в декабре 2022 года.
29 февраля 2024 года Лонгстафф в качестве свободного агента присоединился к клубу MLS «Торонто», подписав двухлетний контракт с опцией продления на дополнительный год. В североамериканской лиге дебютировал 9 марта 2024 года в матче против «Шарлотта», отметившись голевой передачей после выхода на замену во втором тайме вместо Алонсо Коэльо. 4 мая 2024 года в матче против «Далласа» забил свой первый гол в MLS.

## Карьера в сборной
В 2019 году дебютировал в составе сборной Англии до 20 лет.

## Личная жизнь
Старший брат Мэтти, Шон, также является профессиональным футболистом и воспитанником академии «Ньюкасл Юнайтед». Их отец, Дэвид, был профессиональным хоккеистом, сыгравшим более ста матчей за сборную Великобритании по хоккею.